# Röhlig Logistics
Röhlig Logistics ist ein inhabergeführter Logistikdienstleister mit Kerngeschäft in der interkontinentalen See- und Luftfracht. Röhlig hat über 150 eigene Büros in über 35 Ländern und mehr als 2.700 Mitarbeiterinnen und Mitarbeiter. 2024 erwirtschaftete das Unternehmen einen Bruttoumsatz in Höhe von € 1,3 Milliarden mit einem EBIT-Gewinn von € 18,5 Millionen.
Der Stammsitz des Unternehmens ist seit 2009 das „Haus am Fluss“ an der Weser in der Bremer Überseestadt.

## Unternehmensführung
Röhlig Logistics wird in sechster Generation vom geschäftsführenden Gesellschafter Philip W. Herwig geleitet. Dem Global Executive Board gehören darüber hinaus noch folgende Personen an:
- Hylton Gray, Chief Executive Officer Air Freight, Sea Freight, Contract Logistics & Sales
- Ulrike Baum, Chief Human Resource Officer
- Robert Gutsche, Chief Financial Officer

## Geschichte
Am 1. Mai 1852 gründete der Kaufmann Carl Röhlig in Bremen das Unternehmen Röhlig als Tabak-Handelsbetrieb und Agentur für Assekuranzen und nahm 1859 das Speditions- und Frachtgeschäft auf. In der Zeit der Industrialisierung, des Freihandels und der aufstrebenden Dampfschifffahrt wuchs das Unternehmen. Nach dem Tod von Carl Röhlig im Jahr 1886, führten dessen Söhne Oskar und Eduard Röhlig das Unternehmen und gründeten Niederlassung in Hamburg, Bremerhaven und Übersee. Ab 1913 führte Karl Herwig, Schwiegersohn von Oskar Röhlig und Großonkel des heutigen Inhabers, das Unternehmen in dritter Generation. Das Speditionsgeschäft veränderte sich rapide. Die Industrie brachte großvolumige Waren auf den Weg. Karl Herwig und sein Partner Adolf Backhus formten das Unternehmen in den 1950er und 1960er Jahren zu einer der führenden deutschen Überseespeditionen.

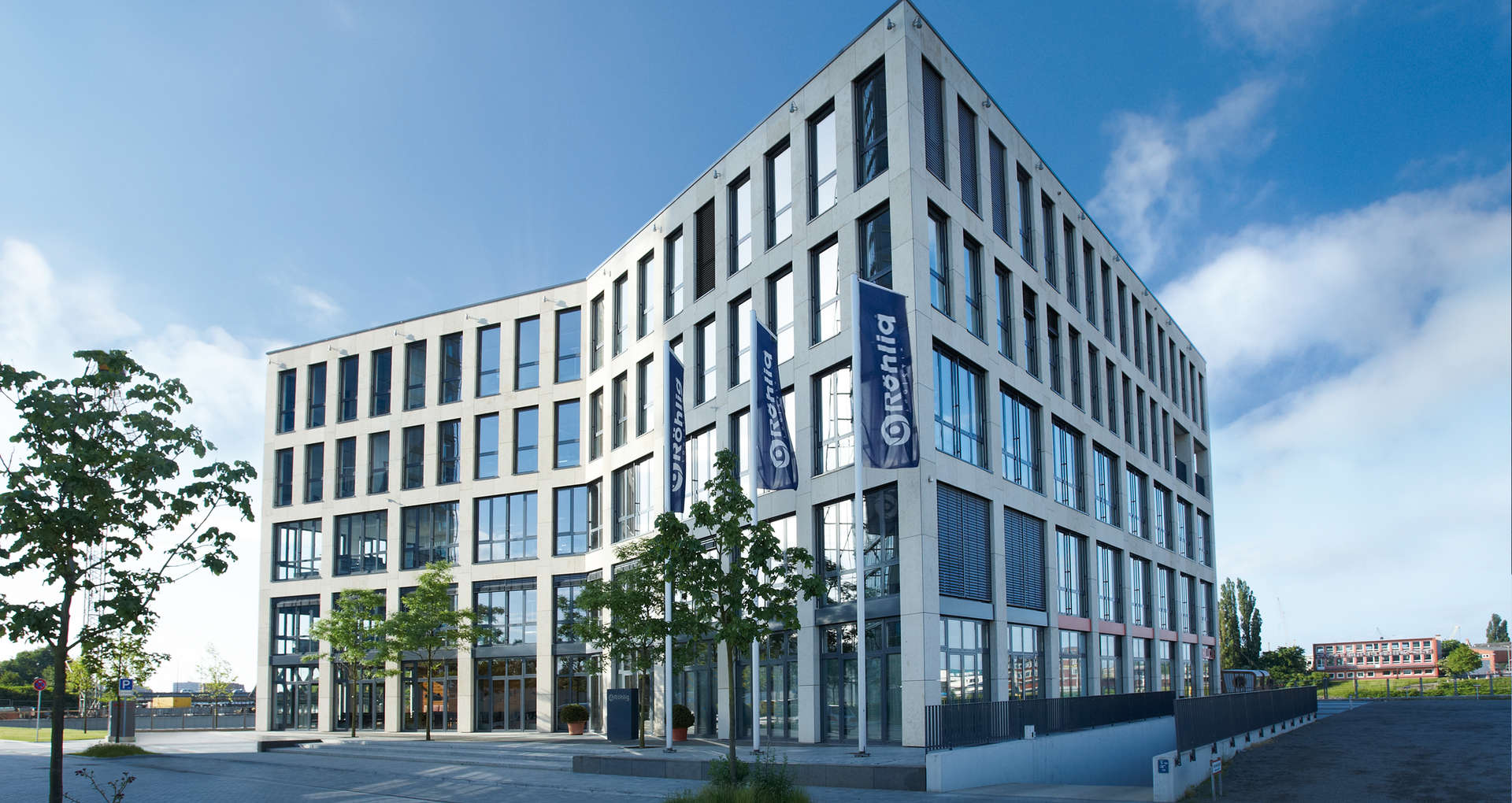
Röhlig Logistics Headquarters, Bremen (Germany)

1956 übernahmen Karl Herwigs Sohn Oscar Herwig, Adolf Backhus Sohn Walther Backhus zusammen mit Hans H. Schackow die Unternehmensleitung und dehnten die Geschäftstätigkeit weiter aus. Parallel zur Ausweitung der Seefrachttransporte verstärkte Röhlig den Bereich der Luftfracht, dem zweitgrößten Geschäftsbereich des Unternehmens. Dies beschleunigte die weltweite Expansion von Röhlig, unter anderem mit neuen Repräsentanzen in Johannesburg und Sydney. 1985 übernahm Thomas W. Herwig die Geschäfte in der fünften Generation. Die Firma gründete Niederlassungen unter anderem in Polen, Hongkong und Singapur sowie Büros in Frankreich, Italien und Spanien. In den folgenden Jahren erweiterten neue Standorte in Indien, Nord- und Südamerika sowie im asiatischen Raum das weltweite Netzwerk. 2011 verstärkte Röhlig seine Präsenz in Lateinamerika durch die Übernahme seines langjährigen Agenten Procargo.
Im Januar 2015 übergab Thomas W. Herwig die Leitung des Unternehmens an seinen Sohn Philip W. Herwig. Auch unter dem geschäftsführenden Gesellschafter in sechster Generation baute Röhlig seine globale Präsenz weiter aus, unter anderem mit neuen Büros in Mexiko, den USA, Indien und Belgien. Darüber hinaus gründete der Logistikdienstleister 2021 eine neue Niederlassung in Dubai, 2022 folgte die Eröffnung einer Niederlassung in der Schweiz. Zudem trat Röhlig zum 1. Januar 2023 unter eigenem Namen in den brasilianischen Markt ein, nachdem das Unternehmen dort über 30 Jahre lang von seinem Agenten Figwal vertreten worden war. Im Oktober 2023 eröffnete das internationale Logistikunternehmen eine Niederlassung in Japan, im Februar 2024 kam eine Niederlassung in Kanada hinzu. Mit Wirkung vom 1. August 2024 erwarb Röhlig eine Mehrheitsbeteiligung an seinem früheren Agenten AirOcean Ireland. Seit Januar 2025 firmiert das Unternehmen als Röhlig Irland.
Im November 2021 hat Röhlig Logistics zusammen mit dem IT-Dienstleister q.beyond die Unternehmen logineer und cargonerds gegründet. Die beiden erfolgreichen Ausgründungen agieren am Markt unabhängig von Röhlig und bieten ihr digitales Produkt- und Serviceportfolio allen global agierenden Luft- und Seefracht-Spediteuren an. Während logineer auf Lösungen für den digitalen Arbeitsplatz spezialisiert ist, entwickelt cargonerds eigene Softwareprodukte für die Digitalisierung von Quotierung, Buchung, Track & Trace und Reporting.
Zum 31. Dezember 2021 wurde nach langjähriger Kooperation mit dem niederländischen Logistikunternehmen Penske Logistics die Gründung eines Dienstleisters für Kontraktlogistik in Form eines Joint Ventures unter dem Namen „Röhlig Penske Logistics“ vollzogen.

## Nachhaltigkeit
Seit 2021 ist Röhlig Teil des United Nations Global Compact, der größten unternehmerischen Nachhaltigkeitsinitiative der Welt. 2024 wurde das Unternehmen zudem im EcoVadis-Nachhaltigkeitsrating mit dem Committed Badge für seine Nachhaltigkeitsleistung ausgezeichnet.

## Besitzverhältnisse
Die Herwig Familie hält 85,2 % der Anteile am Unternehmen. 14,8 % der Firmenanteile sind in Besitz von Gabriele Belz (geb. Schackow).